# José Luis González Quirós

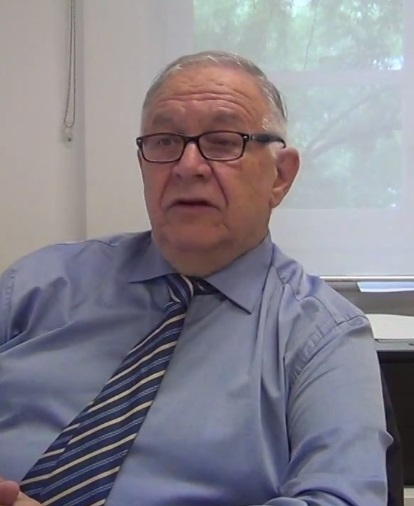
José Luis González Quirós, 2014

José Luis González Quirós (* 2. September 1947) ist ein spanischer Philosoph, der sich mit der Entwicklung digitaler Technologien und deren Einfluss in der Welt der Kultur, Wissenschaft, Medizin und Politik beschäftigt. Vom 12. Dezember 2013 bis zum 20. September 2014 war er Präsident der Partei Vox.
| Personendaten    | Personendaten                      |
| ---------------- | ---------------------------------- |
| NAME             | González Quirós, José Luis         |
| KURZBESCHREIBUNG | spanischer Philosoph und Politiker |
| GEBURTSDATUM     | 2. September 1947                  |